# تینگاتینگا (نقاشی)

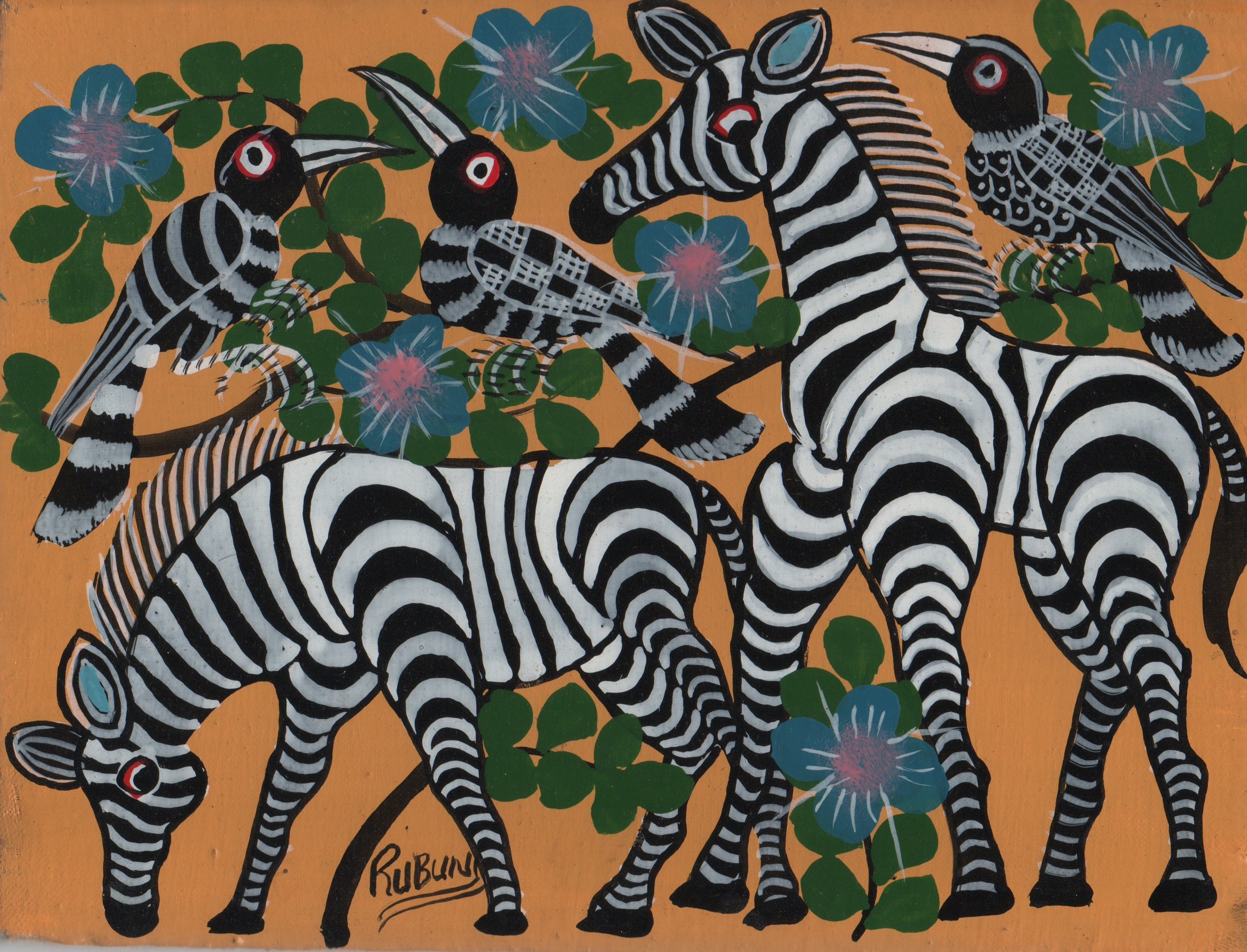
پوندا میلیا بابا نا ماما – نقاشی به سبک تینگاتینگا اثر روبونی رشیدی سایس (۲۰۲۱)

تینگاتینگا (همچنین تینگا-تینگا یا تینگا تینگا) یک سبک نقاشی است که در شرق آفریقا سرچشمه گرفته است. تینگاتینگا یکی از پربازدیدترین اشکال نقاشی توریستی در تانزانیا، کنیا و کشورهای همسایه است. این سبک هنری به افتخار بنیان‌گذار آن، نقاش تانزانیایی ادوارد تینگاتینگا نامگذاری شده است. سبک طراحی انیمیشن کودکانه داستان‌های تینگا تینگا الهام گرفته شده است.